# Kepler-14 b
Kepler-14 b (KIC 10264660 b, TYC 3546-00413-1 b, 2MASS J19105011+4719589 b, KOI-98 b, KOI-98.1) — экзопланета, открытая в 2011 году у звезды Kepler-14 в созвездии Лиры.
Планета Kepler-14 b почти в 13 раз крупнее Земли и, относится к классу тёплых газовых гигантов — планеты с обширной атмосферой и горячим ядром, не имеющие твёрдой поверхности, похожих на Юпитер. Однако из-за близкого расположения её орбиты к родительской звезде эффективная температура планеты очень высока, поэтому её принято включать в класс горячих юпитеров. Близкое расположение к звезде означает возможное испарение атмосферы в открытый космос.
Kepler-14 b имеет массу и радиус около 8,140 и 1,136 юпитерианских соответственно. Такое соотношение массы к размеру говорит о высокой плотности экзопланеты — около 7,1 г/см3.Она обращается по круговой орбите на расстоянии 0,081 а. е. от родительской звезды. Полный оборот экзопланета совершает за 6,79 суток.
Экзопланета Kepler-14 b была открыта космическим телескопом Кеплер в 2011 году, с помощью метода транзитной фотометрии, основанного на наблюдениях за прохождением экзопланеты на фоне звезды.

## Родная звезда
Kepler-14 — звезда, которая находится в созвездии Лира на расстоянии около 3196 световых лет от нас. Вокруг звезды вращается, как минимум, одна планета.